# Сельское поселение Пышлицкое
Сельское поселение Пышлицкое — упразднённое муниципальное образование (сельское поселение) в Шатурском муниципальном районе Московской области. Было образовано в 2005 году. Включает 35 населённых пунктов.
Административный центр — село Пышлицы.

## География
Общая площадь — 312,31 км².
Сельское поселение Пышлицкое находится на юго-востоке Шатурского района в местности, именуемой Приозёрная Ялмать (название от р. Ялма). По его территории протекают реки Пра и Ялма. На восточной окраине располагается северная часть Клепиковских озёр, так называемая Пышлицкая группа озёр.
Северную и восточную часть поселения занимает заказник регионального значения «Черустинский лес».
Границы муниципального образования определяются законом Московской области «О статусе и границах Шатурского муниципального района и вновь образованных в его составе муниципальных образований». Сельское поселение Пышлицкое граничит с:
- городским поселением Черусти Шатурского муниципального района (на севере),
- Гусь-Хрустальным муниципальным районом Владимирской области (на северо-востоке),
- Спас-Клепиковским муниципальным районом Рязанской области (на востоке, юго-востоке и юге),
- сельским поселением Дмитровское Шатурского муниципального района (на западе),
- сельским поселением Кривандинское Шатурского муниципального района (на северо-западе).

## Население
| 2006  | 2007  | 2008  | 2009  | 2010  | 2011  |
| ----- | ----- | ----- | ----- | ----- | ----- |
| 4136  | ↗4187 | ↗4190 | ↗4198 | ↘3904 | ↘3860 |
| 2012  | 2013  | 2014  | 2015  | 2016  | 2017  |
| →3860 | ↘3767 | ↘3715 | ↘3674 | ↘3608 | ↘3574 |

## История
В ходе муниципальной реформы, проведённой после принятия федерального закона 2003 года «Об общих принципах организации местного самоуправления в Российской Федерации», в Московской области были сформированы городские и сельские поселения.
Сельское поселение Пышлицкое было образовано согласно закону Московской области от 21 января 2005 г. № 18/2005-ОЗ «О статусе и границах Шатурского муниципального района и вновь образованных в его составе муниципальных образований».
В состав сельского поселения вошли населённые пункты Пышлицкого сельского округа. Старое деление на сельские округа было отменено позже, в 2006 году.

## Состав
В состав сельского поселения Пышлицкое входят 35 населённых пунктов (1 село, 3 посёлка и 31 деревня):
| Вид     | Наименование            | Население, чел. (2010) | ОКАТО          | Бывшая административная единица |
| ------- | ----------------------- | ---------------------- | -------------- | ------------------------------- |
| деревня | Артёмово                | 15                     | 46 257 840 017 | Пышлицкий сельский округ        |
| деревня | Великодворье            | 34                     | 46 257 840 018 | Пышлицкий сельский округ        |
| деревня | Волово                  | 131                    | 46 257 840 035 | Пышлицкий сельский округ        |
| деревня | Воропино                | 47                     | 46 257 840 012 | Пышлицкий сельский округ        |
| деревня | Высоково                | 7                      | 46 257 840 009 | Пышлицкий сельский округ        |
| деревня | Высокорёво              | 30                     | 46 257 840 008 | Пышлицкий сельский округ        |
| деревня | Горелово                | 24                     | 46 257 840 010 | Пышлицкий сельский округ        |
| деревня | Дёмино                  | 11                     | 46 257 840 011 | Пышлицкий сельский округ        |
| деревня | Дорофеево               | 37                     | 46 257 840 002 | Пышлицкий сельский округ        |
| деревня | Дубасово                | 29                     | 46 257 840 019 | Пышлицкий сельский округ        |
| деревня | Евлево                  | 6                      | 46 257 840 013 | Пышлицкий сельский округ        |
| деревня | Ефремово                | 12                     | 46 257 840 005 | Пышлицкий сельский округ        |
| деревня | Зименки                 | 42                     | 46 257 840 030 | Пышлицкий сельский округ        |
| деревня | Казыкино                | 2                      | 46 257 840 006 | Пышлицкий сельский округ        |
| деревня | Коренец                 | 6                      | 46 257 840 034 | Пышлицкий сельский округ        |
| деревня | Лека                    | 63                     | 46 257 840 026 | Пышлицкий сельский округ        |
| деревня | Маврино                 | 98                     | 46 257 840 020 | Пышлицкий сельский округ        |
| посёлок | Мещёрский Бор           | 183                    | 46 257 840 014 | Пышлицкий сельский округ        |
| деревня | Ново-Черкасово          | 15                     | 46 257 840 029 | Пышлицкий сельский округ        |
| деревня | Перхурово               | 36                     | 46 257 840 033 | Пышлицкий сельский округ        |
| деревня | Погостище               | 13                     | 46 257 840 027 | Пышлицкий сельский округ        |
| деревня | Пронино                 | 25                     | 46 257 840 021 | Пышлицкий сельский округ        |
| село    | Пышлицы                 | 1657                   | 46 257 840 001 | Пышлицкий сельский округ        |
| посёлок | санатория «Озеро Белое» | 1115                   | 46 257 840 016 | Пышлицкий сельский округ        |
| деревня | Селянино                | 12                     | 46 257 840 022 | Пышлицкий сельский округ        |
| деревня | Семёновская             | 0                      | 46 257 840 015 | Пышлицкий сельский округ        |
| деревня | Старо-Черкасово         | 35                     | 46 257 840 028 | Пышлицкий сельский округ        |
| деревня | Сычи                    | 10                     | 46 257 840 023 | Пышлицкий сельский округ        |
| деревня | Филимакино              | 29                     | 46 257 840 003 | Пышлицкий сельский округ        |
| деревня | Филисово                | 13                     | 46 257 840 007 | Пышлицкий сельский округ        |
| посёлок | Фрол                    | 8                      | 46 257 840 025 | Пышлицкий сельский округ        |
| деревня | Чисома                  | 11                     | 46 257 840 004 | Пышлицкий сельский округ        |
| деревня | Шеино                   | 77                     | 46 257 840 032 | Пышлицкий сельский округ        |
| деревня | Югино                   | 31                     | 46 257 840 024 | Пышлицкий сельский округ        |
| деревня | Якушевичи               | 40                     | 46 257 840 031 | Пышлицкий сельский округ        |

## Органы местного самоуправления
Структуру органов местного самоуправления сельского поселения Пышлицкое составляют:
- Совет депутатов сельского поселения Пышлицкое (представительный орган);
- глава сельского поселения Пышлицкое;
- администрация сельского поселения Пышлицкое (исполнительно-распорядительный орган).

Совет депутатов сельского поселения Пышлицкое состоит из 10 депутатов, избираемых на муниципальных выборах сроком на 5 лет.
Глава сельского поселения Пышлицкое избирается населением сельского поселения Пышлицкое на основе всеобщего равного и прямого избирательного права при тайном голосовании сроком на 5 лет. Порядок проведения выборов главы сельского поселения Пышлицкое определяется законом Московской области. Глава сельского поселения возглавляет администрацию сельского поселения.

## Экономика и инфраструктура
По территории поселения проходит участок автомобильной дороги Р105 (Егорьевское шоссе).
В поселении нет крупных промышленных предприятий. 21 июля 2007 г. прекратил существование АПК «Пышлицкий». В последние годы выросло число торговых точек.
На территории поселения работают: средняя школа, два детских сада, Дом культуры, три сельских клуба, пять библиотек, две амбулатории, две аптеки. На берегу Белого озера расположены санаторий и оздоровительный детский лагерь Изумрудный. На центральной площади села Пышлицы функционирует мини-парк с фонтаном.

## Достопримечательности
Памятники архитектуры:
- Александро-Мариинский женский монастырь (1899—1918)

Памятники археологии:
- Стоянка «Ивановская Горка» (Поселение Великодворье-2)
- Стоянка «Великодворье 6» (мезолит)
- Стоянка «Коренец 1»
- Стоянка «Коренец 2»
- Стоянка «Коренец»
- Коренецкое селище
- Поселение «Погостище»

## Известные уроженцы и жители
- Савушкин А. П. (д. Дёмино) — Герой Советского Союза[23]
- Никишин М. Д. (д. Воропино) — Герой Советского Союза[24]
- Кочетков Н. П. (д. Филелеево) — Герой Советского Союза[25]
- Мелхиседек (Лебедев) (д. Ново-Черкасово) — епископ Русской православной церкви на покое.